# Nastro d'argento a la millor banda sonora
El Nastro d'argento (Cinta de plata) és un premi cinematogràfic concedit anyalment, des de 1946, pel Sindicat Nacional de Periodistes Cinematogràfics Italians (Sindacato Nazionale dei Giornalisti Cinematografici Italiani) l'associació italiana de crítics de cinema. Aquesta és la llista dels guanyadors del Nastro d'argento a la millor banda sonora, concedit des de 1946. El compositor que més vegades ha rebut el premi ha estat Ennio Morricone (nou cops: 1965, 1970, 1972, 1985, 1988, 2000, 2001, 2007, 2013).

## Guanyadors
Els guanyadors estan indicats en negreta, seguits dels altres candidats.

### Anys 1940-1949
- 1946: Enzo Masetti - Malìa
- 1947: Renzo Rossellini – Paisà
- 1948: Renzo Rossellini – I fratelli Karamazoff
- 1949: Alessandro Cicognini – Ladri di biciclette

### Anys 1950-1959
- 1950: Roman Vlad per la totalitat de la seva obra
- 1951: Giovanni Fusco – Cronaca di un amore
- 1952: Mario Nascimbene – Roma ore 11
- 1953: Valentino Bucchi – Febbre di vivere
- 1954: Mario Zafred – Cronache di poveri amanti
- 1955: Angelo Francesco Lavagnino – Continente perduto
- 1956: Angelo Francesco Lavagnino – Vertigine bianca
- 1957: Nino Rota – Guerra e pace
- 1958: Nino Rota – Le notti bianche
- 1959: Carlo Rustichelli – L'uomo di paglia

### Anys 1960-1969
- 1960: Mario Nascimbene – Estate violenta
- 1961: Giovanni Fusco – L'avventura
- 1962: Giorgio Gaslini – La notte
- 1963: Piero Piccioni – Salvatore Giuliano
- 1964: Nino Rota – 8½
- 1965: Ennio Morricone – Per un pugno di dollari
- 1966: Armando Trovajoli – Sette uomini d'oro
- 1967: Carlo Rustichelli – L'armata Brancaleone
- 1968: Mario Nascimbene – Pronto... c'è una certa Giuliana per te
- 1969: Nino Rota – Romeo e Giulietta

### Anys 1970-1979
- 1970: Ennio Morricone – Metti, una sera a cena
- 1971: Stelvio Cipriani – Anonimo veneziano
- 1972: Ennio Morricone – Sacco e Vanzetti
- 1973: Guido i Maurizio De Angelis – ...più forte ragazzi!
- 1974: Tony Renis – Blu gang vissero per sempre felici e ammazzati
- 1975: Giancarlo Chiaramello – Orlando furioso
- 1976: Adriano Celentano – Yuppi du
- 1977: Fred Bongusto – Oh, Serafina!
- 1978: Armando Trovajoli – Una giornata particolare
- 1979: Nino Rota – Prova d'orchestra

### Anys 1980-1989
- 1980: Fred Bongusto – La cicala
- 1981: Riz Ortolani – Aiutami a sognare
- 1982: Lucio Dalla i Fabio Liberatori – Borotalco
- 1983: Angelo Branduardi – State buoni se potete
- 1984: Riz Ortolani – Una gita scolastica
- 1985: Ennio Morricone – C'era una volta in America
- 1986: Tony Esposito – Un complicato intrigo di donne, vicoli e delitti
- 1987: Armando Trovajoli – La famiglia
ex aequo Riz Ortolani – L'inchiesta
ex aequo Giovanni Nuti – Stregati
- 1988: Ennio Morricone – Gli intoccabili
- 1989: Eugenio Bennato i Carlo D'Angiò – Cavalli si nasce

### Anys 1990-1999
- 1990: Claudio Mattone – Scugnizzi
- 1991: Nicola Piovani – La voce della Luna, In nome del popolo sovrano, Il male oscuro ie Il sole anche di notte
- 1992: Pino Daniele – Pensavo fosse amore... invece era un calesse
- 1993: Manuel De Sica – Al lupo al lupo
- 1994: Federico De Robertis – Sud
- 1995: Luis Enríquez Bacalov – Il postino
- 1996: Lucio Dalla – Al di là delle nuvole
- 1997: Paolo Conte – La freccia azzurra
- 1998: Nino D'Angelo – Tano da morire
- 1999: Eugenio Bennato – La stanza dello scirocco

### Anys 2000-2009
- 2000: Ennio Morricone – Canone inverso - Making Love
- 2001: Ennio Morricone – Malèna
- 2002: Edoardo Bennato – Il principe e il pirata
- 2003: Nicola Piovani – Pinocchio
- 2004: Paolo Fresu – L'isola
- 2005: Banda Osiris – Primo amore
- 2006: Fabio Barovero, Simone Fabbroni, Negramaro, Roy Paci e Louis Siciliano – La febbre
- 2007: Ennio Morricone – La sconosciuta
- 2008: Paolo Buonvino – Caos calmo
- 2009: Paolo Buonvino – Italians

### Anys 2010-2019
- 2010: Rita Marcotulli – Basilicata coast to coast
- 2011: Negramaro – Vallanzasca - Gli angeli del male
- 2012: Franco Piersanti – Terraferma i Il primo uomo
- 2013: Ennio Morricone – La migliore offerta
- 2014: Pivio i Aldo De Scalzi - Song'e Napule
- 2015: Nicola Piovani – Hungry Hearts
- 2016: Carlo Virzì - La pazza gioia
- 2017: Enzo Avitabile - Indivisibili
- 2018: Pivio e Aldo De Scalzi - Ammore e malavita
- 2019: Nicola Piovani - Il traditore
  - Checco Zalone - Moschettieri del re - La penultima missione
  - Danilo Rea - C'è tempo
  - Enzo Avitabile - Il vizio della speranza
  - Andrea Farri - Il primo re

### Anys 2020-2029
- 2020: Brunori Sas – Odio l'estate (ex aequo) Pasquale Catalano – La dea fortuna (ex aequo)
  - Dario Marianelli – Pinocchio
  - Mauro Pagani – Tutto il mio folle amore
  - Nicola Piovani – Gli anni più belli